# Lijst van gemeentelijke monumenten in Someren
De gemeente Someren heeft 49 gemeentelijke monumenten. Hieronder een overzicht. 

## Lierop
De plaats Lierop kent 15 gemeentelijke monumenten:
| Object                                  | Bouwjaar                        | Architect   | Locatie            | Coördinaten                   | Nr.         | Afbeelding                             |
| --------------------------------------- | ------------------------------- | ----------- | ------------------ | ----------------------------- | ----------- | -------------------------------------- |
| Boerderij                               | ca. 1910                        |             | Boomen 7           | 51° 25' 7" NB, 5° 41' 35" OL  | 0847/Som-55 | Boerderij                              |
| Boerderij                               | 1901                            |             | Groenstraat 2      | 51° 25' 1" NB, 5° 40' 52" OL  | 0847/Som-52 | Boerderij                              |
| Boerderij                               | 1850/1875                       |             | Heesvenstraat 22   | 51° 25' 8" NB, 5° 41' 16" OL  | 0847/Som-09 | Boerderij                              |
| Mariakapel                              | 1955                            | Fons Crone  | Herselseweg        | 51° 25' 45" NB, 5° 40' 56" OL | 0847/Som-11 | Mariakapel                             |
| Boerderij                               | ca. 1850                        |             | Kerkenhuis 5       | 51° 25' 36" NB, 5° 40' 37" OL | 0847/Som-23 | Boerderij                              |
| Bakoven -restanten (onderduikerskampje) | 1944                            |             | Moorsel            | 51° 24' 42" NB, 5° 38' 36" OL | 0847/Som-54 | Upload foto                            |
| Pastorie van de Heilige Naam Jezuskerk  | 1850                            |             | Offermansstraat 3  | 51° 25' 11" NB, 5° 40' 53" OL | 0847/Som-42 | Pastorie van de Heilige Naam Jezuskerk |
| Jongens- en meisjesschool               | 1921                            |             | Offermansstraat 10 | 51° 25' 12" NB, 5° 40' 50" OL | 0847/Som-43 | Jongens- en meisjesschool              |
| Woonhuis                                | 1920                            |             | Offermansstraat 26 | 51° 25' 12" NB, 5° 40' 45" OL | 0847/Som-44 | Woonhuis                               |
| Heilig Hartbeeld (Lierop)               | 1922                            | Jan Custers | Offermansstraat    | 51° 25' 10" NB, 5° 40' 54" OL | 0847/Som-40 | Heilig Hartbeeld (Lierop)              |
| Graf past. M.J. v. Dongen               | 1898                            |             | Offermansstraat    | 51° 25' 10" NB, 5° 40' 54" OL | 0847/Som-41 | Graf past. M.J. v. Dongen              |
| Boerderij                               | ca. 1930                        |             | Otterdijkseweg 3   | 51° 25' 4" NB, 5° 41' 22" OL  | 0847/Som-45 | Upload foto                            |
| Grenspaal Hoenderboom                   | 9-9-1983 (datum van vervanging) |             | Provincialeweg     | 51° 23' 21" NB, 5° 38' 20" OL | 0847/Som-46 | Upload foto                            |
| Woonhuis                                | 1915                            |             | Van Dongenstraat 4 | 51° 25' 12" NB, 5° 40' 56" OL | 0847/Som-53 | Woonhuis                               |
| Boerderij                               | 1918                            |             | Verhagenstraat 18  | 51° 25' 48" NB, 5° 41' 17" OL | 0847/Som-50 | Upload foto                            |

## Someren
De plaats Someren kent 17 gemeentelijke monumenten:
| Object                                      | Bouwjaar  | Architect                                    | Locatie             | Coördinaten                   | Nr.         | Afbeelding                                  |
| ------------------------------------------- | --------- | -------------------------------------------- | ------------------- | ----------------------------- | ----------- | ------------------------------------------- |
| St. Jozefkapel                              | 1948      | A. van Heugten, gieterij St. Jozef (Beersel) | Boerenkamplaan      | 51° 22' 14" NB, 5° 43' 32" OL | 0847/Som-01 | St. Jozefkapel                              |
| Boerderij bij molen Den Evert               | 1915      |                                              | Einhoutsestraat 8   | 51° 23' 22" NB, 5° 41' 15" OL | 0847/Som-06 | Boerderij bij molen Den Evert               |
| Mariakapel                                  | 1939      |                                              | Floreffestraat      | 51° 23' 11" NB, 5° 42' 0" OL  | 0847/Som-07 | Mariakapel                                  |
| Boerderij                                   | 1938      |                                              | Heikomstraat 2      | 51° 22' 14" NB, 5° 43' 30" OL | 0847/Som-10 | Upload foto                                 |
| Oorlogsmonument                             | 1949      | Charles Grips (Vught)                        | Kanaaldijk Noord    | 51° 23' 44" NB, 5° 43' 35" OL | 0847/Som-12 | Oorlogsmonument                             |
| Pastorie                                    | 1901      |                                              | Kerkstraat 14       | 51° 22' 51" NB, 5° 42' 48" OL | 0847/Som-25 | Pastorie                                    |
| Kerk/3 biecht/1 preekstoel                  | 1925/1926 | C.J.H. Fransen                               | Kerkstraat 16       | 51° 22' 50" NB, 5° 42' 49" OL | 0847/Som-26 | Kerk/3 biecht/1 preekstoel                  |
| Vroegere directeurswoning                   | 1912      |                                              | Kerkstraat 28       | 51° 22' 49" NB, 5° 42' 54" OL | 0847/Som-27 | Vroegere directeurswoning                   |
| Vroegere stoomzuivelfabriek                 | 1910      | L. de Vries (Helmond)                        | Kerkstraat 30       | 51° 22' 48" NB, 5° 42' 52" OL | 0847/Som-28 | Vroegere stoomzuivelfabriek                 |
| Heilig Hart beeldengroep                    | 1923      | Gerard Theelen en Karel Lücker               | Kerkstraat          | 51° 22' 52" NB, 5° 42' 47" OL | 0847/Som-24 | Heilig Hart beeldengroep                    |
| Lagere landbouwschool en onderwijzerswoning | 1950      | C. de Bever (Eindhoven)                      | Molenstraat 10-14   | 51° 23' 2" NB, 5° 42' 46" OL  | 0847/Som-35 | Lagere landbouwschool en onderwijzerswoning |
| Graf P. Lamm/J. Sterrenburg                 | 1929      |                                              | Nachtegaallaan      | 51° 23' 30" NB, 5° 42' 51" OL | 0847/Som-36 | Upload foto                                 |
| Woning                                      | 1886-1887 |                                              | Speelheuvelstraat 1 | 51° 23' 10" NB, 5° 42' 41" OL | 0847/Som-47 | Woning                                      |
| Boerderij                                   | 1850/1875 |                                              | Vaarselstraat 41    | 51° 23' 11" NB, 5° 41' 51" OL | 0847/Som-48 | Boerderij                                   |
| Boerderij                                   | 1934      |                                              | Vaarselstraat 62    | 51° 23' 15" NB, 5° 41' 34" OL | 0847/Som-49 | Boerderij                                   |
| Graf H. Sonnemans/G. Koolen                 | 1883      |                                              | Van Lieshoutstraat  | 51° 22' 46" NB, 5° 42' 43" OL | 0847/Som-34 | Graf H. Sonnemans/G. Koolen                 |
| Boerderij en schuur                         | 1851      |                                              | Zandstraat 44       | 51° 22' 22" NB, 5° 43' 0" OL  | 0847/Som-51 | Upload foto                                 |

## Someren-Eind
De plaats Someren-Eind kent 11 gemeentelijke monumenten:
| Object                     | Bouwjaar    | Architect             | Locatie            | Coördinaten                   | Nr.         | Afbeelding             |
| -------------------------- | ----------- | --------------------- | ------------------ | ----------------------------- | ----------- | ---------------------- |
| Woonhuis                   | ca. 1900    |                       | Boerenkamplaan 69  | 51° 22' 11" NB, 5° 43' 36" OL | 0847/Som-03 | Upload foto            |
| Onze Lieve Vrouwekapel     | 1955        | Charles Grips (Vught) | Coöperatiestraat   | 51° 21' 33" NB, 5° 43' 59" OL | 0847/Som-5  | Onze Lieve Vrouwekapel |
| Woonhuis en bedrijfsruimte | 1927        |                       | Haagdoornweg 23    | 51° 21' 23" NB, 5° 43' 38" OL | 0847/Som-08 | Upload foto            |
| Woonhuis                   | 1889        |                       | Kanaaldijk-Zuid 63 | 51° 19' 57" NB, 5° 44' 44" OL | 0847/Som-13 | Upload foto            |
| Woonhuis                   | 1930        |                       | Kanaaldijk-Zuid 70 | 51° 19' 53" NB, 5° 44' 44" OL | 0847/Som-14 | Upload foto            |
| School/kerk                | 1948        | Roffelsen (Helmond)   | Landbouwstraat 5   | 51° 19' 50" NB, 5° 44' 43" OL | 0847/Som-31 | Upload foto            |
| Boerderij                  | 1875/1900   |                       | Landbouwstraat 7   | 51° 19' 50" NB, 5° 44' 41" OL | 0847/Som-32 | Upload foto            |
| Boerderij                  | 1914        |                       | Langendijk 22      | 51° 20' 40" NB, 5° 44' 41" OL | 0847/Som-33 | Upload foto            |
| Onderwijzerswoning         | 1931        |                       | Nieuwendijk 26     | 51° 21' 26" NB, 5° 44' 2" OL  | 0847/Som-38 | Upload foto            |
| Pastorie                   | 1931        |                       | Nieuwendijk 37     | 51° 21' 22" NB, 5° 44' 1" OL  | 0847/Som-39 | Upload foto            |
| 2 gietijzeren grafkruisen  | 1902 / 1907 |                       | Nieuwendijk        | 51° 21' 20" NB, 5° 43' 54" OL | 0847/Som-37 | Upload foto            |

## Someren-Heide
De plaats Someren-Heide kent 6 gemeentelijke monumenten:
| Object                       | Bouwjaar  | Architect             | Locatie       | Coördinaten                   | Nr.         | Afbeelding                   |
| ---------------------------- | --------- | --------------------- | ------------- | ----------------------------- | ----------- | ---------------------------- |
| Woonhuis                     | 1939      |                       | Brink 1       | 51° 21' 2" NB, 5° 41' 48" OL  | 0847/Som-04 | Upload foto                  |
| School (St. Jozef)           | 1937      |                       | Kerkendijk 81 | 51° 20' 57" NB, 5° 41' 48" OL | 0847/Som-20 | Upload foto                  |
| Boerderij                    | 1938      |                       | Kerkendijk 84 | 51° 21' 21" NB, 5° 41' 48" OL | 0847/Som-21 | Upload foto                  |
| Kerkgebouw                   | 1959-1961 | Geenen (Eindhoven)    | Kerkendijk 97 | 51° 20' 54" NB, 5° 41' 48" OL | 0847/Som-22 | Upload foto                  |
| Wegkapel Moeder v.o. moeders | 1948      | Charles Grips (Vught) | Kerkendijk    | 51° 19' 44" NB, 5° 41' 36" OL | 0847/Som-18 | Wegkapel Moeder v.o. moeders |
| Wegkruis                     | ca. 1938  |                       | Kerkendijk    | 51° 21' 22" NB, 5° 41' 48" OL | 0847/Som-19 | Upload foto                  |

's-Hertogenbosch ·
Alphen-Chaam ·
Altena ·
Asten ·
Baarle-Nassau ·
Bergeijk ·
Bergen op Zoom ·
Bernheze ·
Best ·
Bladel ·
Boekel ·
Boxtel ·
Cranendonck ·
Deurne ·
Dongen ·
Drimmelen ·
Eersel ·
Eindhoven ·
Etten-Leur ·
Lijst van gemeentelijke monumenten in Geertruidenberg ·
Geldrop-Mierlo ·
Gemert-Bakel ·
Gilze en Rijen ·
Goirle ·
Halderberge ·
Heeze-Leende ·
Helmond ·
Heusden ·
Hilvarenbeek ·
Laarbeek ·
Land van Cuijk ·
Maashorst ·
Meierijstad ·
Moerdijk ·
Nuenen, Gerwen en Nederwetten ·
Oirschot ·
Oisterwijk ·
Oosterhout ·
Oss ·
Reusel-De Mierden ·
Roosendaal ·
Someren ·
Son en Breugel ·
Lijst van gemeentelijke monumenten in Steenbergen ·
Tilburg ·
Valkenswaard ·
Vught ·
Waalre ·
Waalwijk ·
Woensdrecht ·
Zundert